# Résultats par département des élections législatives françaises de 1978
L'élection des députés de la VIe législature de la Cinquième République française a eu lieu les 12 et 19 mars 1978. Voici les résultats par département des membres.

## Ain

Députés élus de l'Ain par circonscription

| Circonscription | Député sortant                               | Parti | Parti | Député élu ou réélu   | Parti | Parti    |
| --------------- | -------------------------------------------- | ----- | ----- | --------------------- | ----- | -------- |
| 1re             | Paul Barberot                                |       | CDS   | Jacques Boyon         |       | RPR      |
| 2e              | Michel Carrier suppléant de Marcel Anthonioz |       | RI    | Charles Millon        |       | UDF (PR) |
| 3e              | Guy de La Verpillière                        |       | RI    | Guy de La Verpillière |       | UDF (PR) |

## Aisne

Députés élus de l'Aisne par circonscription

| Circonscription | Député sortant  | Parti | Parti | Député élu ou réélu | Parti | Parti    |
| --------------- | --------------- | ----- | ----- | ------------------- | ----- | -------- |
| 1re             | Robert Aumont   |       | PS    | Robert Aumont       |       | PS       |
| 2e              | Daniel Le Meur  |       | PCF   | Daniel Le Meur      |       | PCF      |
| 3e              | Maurice Brugnon |       | PS    | Maurice Brugnon     |       | PS       |
| 4e              | Roland Renard   |       | PCF   | Roland Renard       |       | PCF      |
| 5e              | André Rossi     |       | CR    | André Rossi         |       | UDF (PR) |

## Allier

Députés élus de l'Allier par circonscription

| Circonscription | Député sortant   | Parti | Parti         | Député élu ou réélu | Parti | Parti     |
| --------------- | ---------------- | ----- | ------------- | ------------------- | ----- | --------- |
| 1re             | Hector Rolland   |       | RPR           | Hector Rolland      |       | RPR       |
| 2e              | Maurice Brun     |       | Divers droite | Pierre Goldberg     |       | PCF       |
| 3e              | Pierre Villon    |       | PCF           | André Lajoinie      |       | PCF       |
| 4e              | Gabriel Péronnet |       | Rad (MR)      | Gabriel Péronnet    |       | UDF (Rad) |

## Alpes-de-Haute-Provence

Députés élus des Alpes-de-Haute-Provence circonscription

| Circonscription | Député sortant | Parti | Parti | Député élu ou réélu | Parti | Parti |
| --------------- | -------------- | ----- | ----- | ------------------- | ----- | ----- |
| 1re             | Marcel Massot  |       | MRG   | François Massot     |       | MRG   |
| 2e              | Claude Delorme |       | PS    | Pierre Girardot     |       | PCF   |

## Hautes-Alpes

Députés élus des Hautes-Alpes par circonscription

| Circonscription | Député sortant                                  | Parti | Parti | Député élu ou réélu    | Parti | Parti     |
| --------------- | ----------------------------------------------- | ----- | ----- | ---------------------- | ----- | --------- |
| 1re             | René Serres suppléant de Pierre Bernard-Reymond |       | CDS   | Pierre Bernard-Reymond |       | UDF (CDS) |
| 2e              | Marcel Papet suppléant de Paul Dijoud           |       | RI    | Paul Dijoud            |       | UDF (PR)  |

## Alpes-Maritimes

Députés élus des Alpes-Maritimes par circonscription

| Circonscription | Député sortant          | Parti | Parti         | Député élu ou réélu | Parti | Parti     |
| --------------- | ----------------------- | ----- | ------------- | ------------------- | ----- | --------- |
| 1re             | Virgile Barel           |       | PCF           | Charles Ehrmann     |       | UDF (PR)  |
| 2e              | Jacques Médecin         |       | RI            | Jacques Médecin     |       | UDF (PR)  |
| 3e              | Fernand Icart           |       | RI            | Fernand Icart       |       | UDF (PR)  |
| 4e              | Emmanuel Aubert         |       | RPR           | Emmanuel Aubert     |       | RPR       |
| 5e              | Bernard Cornut-Gentille |       | Divers gauche | Louise Moreau       |       | UDF (CDS) |
| 6e              | Pierre Sauvaigo         |       | RPR           | Pierre Sauvaigo     |       | RPR       |

## Ardèche

Députés élus de l'Ardèche par circonscription

| Circonscription | Député sortant | Parti | Parti    | Député élu ou réélu | Parti | Parti    |
| --------------- | -------------- | ----- | -------- | ------------------- | ----- | -------- |
| 1re             | Pierre Cornet  |       | app. UDF | Pierre Cornet       |       | UDF (PR) |
| 2e              | Henri Torre    |       | UDF (PR) | Henri Torre         |       | UDF (PR) |
| 3e              | Albert Liogier |       | RPR      | Albert Liogier      |       | RPR      |

## Ardennes

Députés élus des Ardennes par circonscription

| Circonscription | Député sortant                           | Parti | Parti | Député élu ou réélu | Parti | Parti |
| --------------- | ---------------------------------------- | ----- | ----- | ------------------- | ----- | ----- |
| 1re             | Lucien Meunier                           |       | RPR   | Alain Léger         |       | PCF   |
| 2e              | André Lebon                              |       | PS    | René Visse          |       | PCF   |
| 3e              | Henri Vin suppléant de Jacques Sourdille |       | RPR   | Jacques Sourdille   |       | RPR   |

## Ariège

Députés élus de l'Ariège par circonscription

| Circonscription | Député sortant   | Parti | Parti | Député élu ou réélu | Parti | Parti |
| --------------- | ---------------- | ----- | ----- | ------------------- | ----- | ----- |
| 1re             | Gilbert Faure    |       | PS    | Gilbert Faure       |       | PS    |
| 2e              | André Saint-Paul |       | PS    | André Saint-Paul    |       | PS    |

## Aube

Députés élus de l'Aube par circonscription

| Circonscription | Député sortant                              | Parti | Parti | Député élu ou réélu | Parti | Parti    |
| --------------- | ------------------------------------------- | ----- | ----- | ------------------- | ----- | -------- |
| 1re             | André Gravelle                              |       | PS    | Pierre Micaux       |       | UDF (PR) |
| 2e              | Jacques Delhalle suppléant de Robert Galley |       | RPR   | Robert Galley       |       | RPR      |
| 3e              | Raoul Honnet suppléant de Paul Granet       |       | CDS   | Paul Granet         |       | app. UDF |

## Aude

Députés élus de l'Aude par circonscription

| Circonscription | Député sortant                          | Parti | Parti | Député élu ou réélu | Parti | Parti |
| --------------- | --------------------------------------- | ----- | ----- | ------------------- | ----- | ----- |
| 1re             | Antoine Gayraud                         |       | PS    | Joseph Vidal        |       | PS    |
| 2e              | Jean Antagnac suppléant de Francis Vals |       | PS    | Pierre Guidoni      |       | PS    |
| 3e              | Robert Capdeville                       |       | PS    | Jacques Cambolive   |       | PS    |

## Aveyron

Députés élus de l'Aveyron par circonscription

| Circonscription | Député sortant                             | Parti | Parti | Député élu ou réélu | Parti | Parti     |
| --------------- | ------------------------------------------ | ----- | ----- | ------------------- | ----- | --------- |
| 1re             | Jean Briane                                |       | CDS   | Jean Briane         |       | UDF (CDS) |
| 2e              | Robert Fabre                               |       | MRG   | Robert Fabre        |       | MRG       |
| 3e              | Pierre Montredon suppléant de Jean Gabriac |       | RPR   | Jacques Godfrain    |       | RPR       |

## Bouches-du-Rhône

Députés élus des Bouches-du-Rhône par circonscription

| Circonscription                                 | Député sortant                          | Parti | Parti | Député élu ou réélu | Parti | Parti    |
| ----------------------------------------------- | --------------------------------------- | ----- | ----- | ------------------- | ----- | -------- |
| 1re                                             | Marcel Pujol suppléant de Joseph Comiti |       | RPR   | Joseph Comiti       |       | RPR      |
| 2e                                              | Charles-Émile Loo                       |       | PS    | Jean-Claude Gaudin  |       | UDF (PR) |
| 3e                                              | Gaston Defferre                         |       | PS    | Gaston Defferre     |       | PS       |
| 4e                                              | Pascal Posado                           |       | PCF   | Guy Hermier         |       | PCF      |
| 5e                                              | Georges Lazzarino                       |       | PCF   | Georges Lazzarino   |       | PCF      |
| 6e                                              | Edmond Garcin                           |       | PCF   | Edmond Garcin       |       | PCF      |
| 7e                                              | Paul Cermolacce*                        |       | PCF   | Jeanine Porte       |       | PCF      |
| 8e                                              | Jean Masse*                             |       | PS    | Marcel Tassy        |       | PCF      |
| 9e                                              | Louis Philibert                         |       | PS    | Louis Philibert     |       | PS       |
| 10e                                             | René Rieubon                            |       | PCF   | René Rieubon        |       | PCF      |
| 11e                                             | Vincent Porelli                         |       | PCF   | Vincent Porelli     |       | PCF      |
| * député sortant ne se représentant pas en 1978 |                                         |       |       |                     |       |          |

## Calvados

Députés élus du Calvados par circonscription

| Circonscription | Député sortant      | Parti | Parti | Député élu ou réélu | Parti | Parti |
| --------------- | ------------------- | ----- | ----- | ------------------- | ----- | ----- |
| 1re             | Henri-François Buot |       | UDR   | Louis Mexandeau     |       | PS    |
| 2e              | Robert Bisson       |       | UDR   | Robert Bisson       |       | UDR   |
| 3e              | Michel d'Ornano     |       | RI    | Michel d'Ornano     |       | RI    |
| 4e              | Raymond Triboulet   |       | UDR   | François d'Harcourt |       | CNIP  |
| 5e              | Olivier Stirn       |       | UDR   | Olivier Stirn       |       | UDR   |

## Cantal

Députés élus du Cantal par circonscription

| Circonscription | Député sortant   | Parti | Parti | Député élu ou réélu | Parti | Parti |
| --------------- | ---------------- | ----- | ----- | ------------------- | ----- | ----- |
| 1re             | Augustin Chauvet |       | RPR   | Augustin Chauvet    |       | RPR   |
| 2e              | Pierre Raynal    |       | RPR   | Pierre Raynal       |       | RPR   |

## Charente

Députés élus de la Charente par circonscription

| Circonscription | Député sortant  | Parti | Parti                     | Député élu ou réélu   | Parti | Parti |
| --------------- | --------------- | ----- | ------------------------- | --------------------- | ----- | ----- |
| 1re             | Raymond Réthoré |       | Divers droite (Gaulliste) | Jean-Michel Boucheron |       | PS    |
| 2e              | Francis Hardy   |       | RPR                       | Francis Hardy         |       | RPR   |
| 3e              | Michel Alloncle |       | RPR                       | André Soury           |       | PCF   |

## Charente-Maritime

Députés élus de la Charente-Maritime par circonscription

| Circonscription                                 | Député sortant                                      | Parti | Parti | Député élu ou réélu    | Parti | Parti         |
| ----------------------------------------------- | --------------------------------------------------- | ----- | ----- | ---------------------- | ----- | ------------- |
| 1re                                             | Michel Crépeau                                      |       | MRG   | Michel Crépeau         |       | MRG           |
| 2e                                              | Jean-Guy Branger suppléant d'Albert Bignon*, décédé |       | RPR   | Jean-Guy Branger       |       | Divers droite |
| 3e                                              | André Brugerolle*                                   |       | CDS   | Roland Beix            |       | PS            |
| 4e                                              | Louis Joanne                                        |       | RI    | Philippe Marchand      |       | PS            |
| 5e                                              | Jean-Noël de Lipkowski                              |       | RPR   | Jean-Noël de Lipkowski |       | RPR           |
| * député sortant ne se représentant pas en 1978 |                                                     |       |       |                        |       |               |

## Cher

Députés élus du Cher par circonscription

| Circonscription | Député sortant    | Parti | Parti | Député élu ou réélu  | Parti | Parti    |
| --------------- | ----------------- | ----- | ----- | -------------------- | ----- | -------- |
| 1re             | Raymond Boisdé    |       | RI    | Jean-François Deniau |       | UDF (PR) |
| 2e              | Jean Boinvilliers |       | RPR   | Jean Boinvilliers    |       | RPR      |
| 3e              | Maurice Papon     |       | RPR   | Maurice Papon        |       | RPR      |

## Corrèze

Députés élus de la Corrèze par circonscription

| Circonscription | Député sortant   | Parti | Parti | Député élu ou réélu | Parti | Parti |
| --------------- | ---------------- | ----- | ----- | ------------------- | ----- | ----- |
| 1re             | Pierre Pranchère |       | PCF   | Jean-Pierre Bechter |       | RPR   |
| 2e              | Charles Ceyrac   |       | RPR   | Jacques Chaminade   |       | PCF   |
| 3e              | Jacques Chirac   |       | RPR   | Jacques Chirac      |       | RPR   |

## Corse-du-Sud

Députés élus de la Corse-du-Sud par circonscription

| Circonscription | Député sortant     | Parti              | Parti              | Député élu ou réélu      | Parti | Parti |
| --------------- | ------------------ | ------------------ | ------------------ | ------------------------ | ----- | ----- |
| 1re             | Nouvellement créée | Nouvellement créée | Nouvellement créée | Jean Bozzi               |       | RPR   |
| 2e              | Nouvellement créée | Nouvellement créée | Nouvellement créée | Jean-Paul de Rocca Serra |       | RPR   |

## Haute-Corse

Députés élus de la Haute-Corse par circonscription

| Circonscription | Député sortant     | Parti              | Parti              | Député élu ou réélu | Parti | Parti |
| --------------- | ------------------ | ------------------ | ------------------ | ------------------- | ----- | ----- |
| 1re             | Nouvellement créée | Nouvellement créée | Nouvellement créée | Pierre Giacomi      |       | RPR   |
| 2e              | Nouvellement créée | Nouvellement créée | Nouvellement créée | Pierre Pasquini     |       | RPR   |

## Côte-d'Or

Députés élus de la Côte-d'Or par circonscription

| Circonscription | Député sortant                        | Parti | Parti | Député élu ou réélu | Parti | Parti    |
| --------------- | ------------------------------------- | ----- | ----- | ------------------- | ----- | -------- |
| 1re             | Robert Poujade suppléant de René Blas |       | RPR   | Robert Poujade      |       | RPR      |
| 2e              | Henry Berger                          |       | RPR   | Henry Berger        |       | RPR      |
| 3e              | Pierre Charles                        |       | MRG   | Jean-Philippe Lecat |       | RPR      |
| 4e              | Gilbert Mathieu                       |       | RI    | Gilbert Mathieu     |       | UDF (PR) |

## Côtes-du-Nord

Députés élus des Côtes-du-Nord par circonscription

| Circonscription | Député sortant           | Parti | Parti | Député élu ou réélu      | Parti | Parti     |
| --------------- | ------------------------ | ----- | ----- | ------------------------ | ----- | --------- |
| 1re             | Yves Le Foll             |       | PSU   | Sébastien Couëpel        |       | UDF (CDS) |
| 2e              | Charles Josselin         |       | PS    | René Benoît              |       | UDF (PR)  |
| 3e              | Marie-Madeleine Dienesch |       | RPR   | Marie-Madeleine Dienesch |       | RPR       |
| 4e              | Édouard Ollivro          |       | CDS   | François Leizour         |       | PCF       |
| 5e              | Pierre Bourdellès        |       | CDS   | Pierre Jagoret           |       | PS        |

## Creuse

Députés élus de la Creuse par circonscription

| Circonscription | Député sortant     | Parti | Parti | Député élu ou réélu | Parti | Parti |
| --------------- | ------------------ | ----- | ----- | ------------------- | ----- | ----- |
| 1re             | Guy Beck           |       | PS    | Jean-Claude Pasty   |       | RPR   |
| 2e              | André Chandernagor |       | PS    | André Chandernagor  |       | PS    |

## Dordogne

Députés élus de la Dordogne par circonscription

| Circonscription | Député sortant    | Parti | Parti | Député élu ou réélu | Parti | Parti |
| --------------- | ----------------- | ----- | ----- | ------------------- | ----- | ----- |
| 1re             | Yves Guéna        |       | RPR   | Yves Guéna          |       | RPR   |
| 2e              | Raoul Jarry       |       | PS    | Michel Manet        |       | PS    |
| 3e              | Alain Paul Bonnet |       | MRG   | Alain Paul Bonnet   |       | MRG   |
| 4e              | Lucien Dutard     |       | PCF   | Lucien Dutard       |       | PCF   |

## Doubs

Députés élus du Doubs par circonscription

| Circonscription | Député sortant                              | Parti | Parti | Député élu ou réélu                   | Parti | Parti |
| --------------- | ------------------------------------------- | ----- | ----- | ------------------------------------- | ----- | ----- |
| 1re             | Georges Bolard suppléant de Jacques Weinman |       | RPR   | Raymond Tourrain                      |       | RPR   |
| 2e              | Marcel Domon suppléant d'André Boulloche    |       | PS    | Guy Bêche suppléant d'André Boulloche |       | PS    |
| 3e              | Edgar Faure                                 |       | RPR   | Edgar Faure                           |       | RPR   |

## Drôme

Députés élus de la Drôme par circonscription

| Circonscription | Député sortant       | Parti | Parti | Député élu ou réélu | Parti | Parti |
| --------------- | -------------------- | ----- | ----- | ------------------- | ----- | ----- |
| 1re             | Roger Ribadeau-Dumas |       | RPR   | Rodolphe Pesce      |       | PS    |
| 2e              | Henri Michel         |       | PS    | Henri Michel        |       | PS    |
| 3e              | Georges Fillioud     |       | PS    | Georges Fillioud    |       | PS    |

## Eure

Députés élus de l'Eure par circonscription

| Circonscription | Député sortant  | Parti | Parti | Député élu ou réélu | Parti | Parti     |
| --------------- | --------------- | ----- | ----- | ------------------- | ----- | --------- |
| 1re             | Pierre Monfrais |       | RI    | Pierre Monfrais     |       | UDF (PR)  |
| 2e              | Claude Michel   |       | PS    | Claude Michel       |       | PS        |
| 3e              | Rémy Montagne   |       | CDS   | Rémy Montagne       |       | UDF (CDS) |
| 4e              | René Tomasini   |       | RPR   | René Tomasini       |       | RPR       |

## Eure-et-Loir

Députés élus d'Eure-et-Loir par circonscription

| Circonscription | Député sortant   | Parti | Parti         | Député élu ou réélu | Parti | Parti    |
| --------------- | ---------------- | ----- | ------------- | ------------------- | ----- | -------- |
| 1re             | Claude Gerbet    |       | RI            | Georges Lemoine     |       | PS       |
| 2e              | Maurice Legendre |       | PS            | Martial Taugourdeau |       | RPR      |
| 3e              | Maurice Dousset  |       | Divers droite | Maurice Dousset     |       | UDF (PR) |

## Finistère

Députés élus du Finistère par circonscription

| Circonscription | Député sortant                               | Parti | Parti | Député élu ou réélu | Parti | Parti    |
| --------------- | -------------------------------------------- | ----- | ----- | ------------------- | ----- | -------- |
| 1re             | Marc Bécam                                   |       | RPR   | Marc Bécam          |       | RPR      |
| 2e              | Michel de Bennetot                           |       | RPR   | Eugène Bérest       |       | UDF (PR) |
| 3e              | Gabriel de Poulpiquet                        |       | RPR   | Jean-Louis Goasduff |       | RPR      |
| 4e              | Jean-Claude Rohel suppléant de Pierre Lelong |       | RI    | Marie Jacq          |       | PS       |
| 5e              | Yves Michel                                  |       | RPR   | Charles Miossec     |       | RPR      |
| 6e              | Jean Crenn suppléant de Suzanne Ploux        |       | RPR   | Jean Crenn          |       | RPR      |
| 7e              | Guy Guermeur                                 |       | RPR   | Guy Guermeur        |       | RPR      |
| 8e              | Louis Le Pensec                              |       | PS    | Louis Le Pensec     |       | PS       |

## Gard

Députés élus du Gard par circonscription

| Circonscription | Député sortant | Parti | Parti | Député élu ou réélu | Parti | Parti |
| --------------- | -------------- | ----- | ----- | ------------------- | ----- | ----- |
| 1re             | Émile Jourdan  |       | PCF   | Émile Jourdan       |       | PCF   |
| 2e              | Jean Bastide   |       | PS    | Bernard Deschamps   |       | PCF   |
| 3e              | Roger Roucaute |       | PCF   | Adrienne Horvath    |       | PCF   |
| 4e              | Gilbert Millet |       | PCF   | Gilbert Millet      |       | PCF   |

## Haute-Garonne

Députés élus de la Haute-Garonne par circonscription

| Circonscription | Député sortant                             | Parti | Parti | Député élu ou réélu | Parti | Parti |
| --------------- | ------------------------------------------ | ----- | ----- | ------------------- | ----- | ----- |
| 1re             | Alain Savary                               |       | PS    | Alain Savary        |       | PS    |
| 2e              | Pierre Baudis                              |       | RI    | Gérard Bapt         |       | PS    |
| 3e              | Maurice Andrieu                            |       | PS    | Maurice Andrieu     |       | PS    |
| 4e              | Alex Raymond                               |       | PS    | Alex Raymond        |       | PS    |
| 5e              | Gérard Houteer                             |       | PS    | Gérard Houteer      |       | PS    |
| 6e              | Maurice Masquère suppléant de Jean Lassère |       | PS    | Maurice Masquère    |       | PS    |

## Gers

Députés élus du Gers par circonscription

| Circonscription | Député sortant                                | Parti | Parti | Député élu ou réélu | Parti | Parti |
| --------------- | --------------------------------------------- | ----- | ----- | ------------------- | ----- | ----- |
| 1re             | Jean Laborde                                  |       | PS    | Jean Laborde        |       | PS    |
| 2e              | Jean Faget suppléant de Pierre de Montesquiou |       | RPR   | André Cellard       |       | PS    |

## Gironde

Députés élus de la Gironde par circonscription

| Circonscription | Député sortant                            | Parti | Parti | Député élu ou réélu    | Parti | Parti |
| --------------- | ----------------------------------------- | ----- | ----- | ---------------------- | ----- | ----- |
| 1re             | Jean Valleix                              |       | RPR   | Jean Valleix           |       | RPR   |
| 2e              | Jacques Chaban-Delmas                     |       | RPR   | Jacques Chaban-Delmas  |       | RPR   |
| 3e              | Henri Deschamps                           |       | PS    | Henri Deschamps        |       | PS    |
| 4e              | Philippe Madrelle                         |       | PS    | Philippe Madrelle      |       | PS    |
| 5e              | Aymar Achille-Fould                       |       | CDS   | Raymond-Georges Julien |       | MRG   |
| 6e              | Michel Sainte-Marie                       |       | PS    | Michel Sainte-Marie    |       | PS    |
| 7e              | Émile Durand suppléant de Franck Cazenave |       | RI    | Pierre Lataillade      |       | RPR   |
| 8e              | Pierre Lagorce                            |       | PS    | Pierre Lagorce         |       | PS    |
| 9e              | Gérard César suppléant de Robert Boulin   |       | RPR   | Robert Boulin          |       | RPR   |
| 10e             | Gérard Deliaune                           |       | RPR   | Bernard Madrelle       |       | PS    |

## Hérault

Députés élus de l'Hérault par circonscription

| Circonscription | Député sortant | Parti | Parti | Député élu ou réélu | Parti | Parti    |
| --------------- | -------------- | ----- | ----- | ------------------- | ----- | -------- |
| 1re             | Georges Frêche |       | PS    | François Delmas     |       | UDF (PR) |
| 2e              | Gilbert Sénès  |       | PS    | Gilbert Sénès       |       | PS       |
| 3e              | Pierre Arraut  |       | PCF   | Myriam Barbera      |       | PCF      |
| 4e              | Paul Balmigère |       | PCF   | Paul Balmigère      |       | PCF      |
| 5e              | Raoul Bayou    |       | PS    | Raoul Bayou         |       | PS       |

## Ille-et-Vilaine

Députés élus d'Ille-et-Vilaine par circonscription

| Circonscription                                 | Député sortant      | Parti | Parti | Député élu ou réélu | Parti | Parti     |
| ----------------------------------------------- | ------------------- | ----- | ----- | ------------------- | ----- | --------- |
| 1re                                             | Jacques Cressard    |       | RPR   | Jacques Cressard    |       | RPR       |
| 2e                                              | François Le Douarec |       | RPR   | François Le Douarec |       | RPR       |
| 3e                                              | Pierre Méhaignerie  |       | CDS   | Pierre Méhaignerie  |       | UDF (CDS) |
| 4e                                              | Édouard Simon *     |       | RI    | Alain Madelin       |       | UDF (PR)  |
| 5e                                              | Michel Cointat      |       | RPR   | Michel Cointat      |       | RPR       |
| 6e                                              | Yvon Bourges        |       | RPR   | Yvon Bourges        |       | RPR       |
| * Député sortant ne se représentant pas en 1978 |                     |       |       |                     |       |           |

## Indre

Députés élus de l'Indre par circonscription

| Circonscription | Député sortant     | Parti | Parti | Député élu ou réélu | Parti | Parti    |
| --------------- | ------------------ | ----- | ----- | ------------------- | ----- | -------- |
| 1re             | Marcel Lemoine     |       | PCF   | Michel Aurillac     |       | RPR      |
| 2e              | Maurice Tissandier |       | RI    | Maurice Tissandier  |       | UDF (PR) |
| 3e              | Jean-Paul Mourot   |       | RPR   | Jean-Paul Mourot    |       | RPR      |

## Indre-et-Loire

Députés élus d'Indre-et-Loire par circonscription

| Circonscription | Député sortant                           | Parti | Parti         | Député élu ou réélu  | Parti | Parti         |
| --------------- | ---------------------------------------- | ----- | ------------- | -------------------- | ----- | ------------- |
| 1re             | Jean Royer                               |       | Divers droite | Jean Royer           |       | Divers droite |
| 2e              | Jean Delaneau suppléant de Pierre Lepage |       | RI            | Jean Delaneau        |       | UDF (PR)      |
| 3e              | Fernand Berthouin                        |       | MRG           | Fernand Berthouin    |       | RPR           |
| 4e              | André-Georges Voisin                     |       | RPR           | André-Georges Voisin |       | RPR           |

## Isère

Députés élus de l'Isère par circonscription

| Circonscription | Député sortant                             | Parti | Parti | Député élu ou réélu  | Parti | Parti    |
| --------------- | ------------------------------------------ | ----- | ----- | -------------------- | ----- | -------- |
| 1re             | Guy-Pierre Cabanel suppléant d'Aimé Paquet |       | RI    | Guy-Pierre Cabanel   |       | UDF (PR) |
| 2e              | Hubert Dubedout                            |       | PS    | Hubert Dubedout      |       | PS       |
| 3e              | Louis Maisonnat                            |       | PCF   | Louis Maisonnat      |       | PCF      |
| 4e              | Jacques-Antoine Gau                        |       | PS    | Jacques-Antoine Gau  |       | PS       |
| 5e              | Louis Mermaz                               |       | PS    | Louis Mermaz         |       | PS       |
| 6e              | Jean Boyer                                 |       | RI    | Christian Nucci      |       | PS       |
| 7e              | Maurice Cattin-Bazin                       |       | RI    | Maurice Cattin-Bazin |       | UDF (PR) |

## Jura

Députés élus du Jura par circonscription

| Circonscription | Député sortant                              | Parti | Parti | Député élu ou réélu | Parti | Parti     |
| --------------- | ------------------------------------------- | ----- | ----- | ------------------- | ----- | --------- |
| 1re             | René Feït                                   |       | RI    | René Feït           |       | UDF (PR)  |
| 2e              | Henri Jouffroy suppléant de Jacques Duhamel |       | CDS   | Gilbert Barbier     |       | UDF (Rad) |

## Landes

Députés élus des Landes par circonscription

| Circonscription | Député sortant      | Parti | Parti     | Député élu ou réélu | Parti | Parti |
| --------------- | ------------------- | ----- | --------- | ------------------- | ----- | ----- |
| 1re             | Roger Duroure       |       | PS        | Roger Duroure       |       | PS    |
| 2e              | Henri Lavielle      |       | PS        | Henri Lavielle      |       | PS    |
| 3e              | Jean-Marie Commenay |       | UDF (CDS) | Henri Emmanuelli    |       | PS    |

## Loir-et-Cher

Députés élus de Loir-et-Cher par circonscription

| Circonscription | Député sortant | Parti | Parti | Député élu ou réélu | Parti | Parti     |
| --------------- | -------------- | ----- | ----- | ------------------- | ----- | --------- |
| 1re             | Pierre Sudreau |       | CDS   | Pierre Sudreau      |       | UDF (CDS) |
| 2e              | Roger Corrèze  |       | RPR   | Roger Corrèze       |       | RPR       |
| 3e              | Jean Desanlis  |       | CDS   | Jean Desanlis       |       | UDF (CDS) |

## Loire

Députés élus de la Loire par circonscription

| Circonscription | Député sortant                                    | Parti | Parti | Député élu ou réélu | Parti | Parti     |
| --------------- | ------------------------------------------------- | ----- | ----- | ------------------- | ----- | --------- |
| 1re             | Pierre-Roger Gaussin suppléant de Michel Durafour |       | CR    | Michel Durafour     |       | UDF (Rad) |
| 2e              | Lucien Neuwirth                                   |       | RPR   | Lucien Neuwirth     |       | RPR       |
| 3e              | André Chazalon                                    |       | CDS   | André Chazalon      |       | UDF (CDS) |
| 4e              | Roger Partrat                                     |       | CDS   | Théo Vial-Massat    |       | PCF       |
| 5e              | Alain Terrenoire                                  |       | RPR   | Jean Auroux         |       | PS        |
| 6e              | Paul Rivière                                      |       | RPR   | Pascal Clément      |       | UDF (PR)  |
| 7e              | Henri Bayard suppléant de Michel Jacquet          |       | RI    | Henri Bayard        |       | UDF (PR)  |

## Haute-Loire

Députés élus de la Haute-Loire par circonscription

| Circonscription | Député sortant                               | Parti | Parti | Député élu ou réélu | Parti | Parti     |
| --------------- | -------------------------------------------- | ----- | ----- | ------------------- | ----- | --------- |
| 1re             | Roger Fourneyron suppléant de Jacques Barrot |       | CDS   | Jacques Barrot      |       | UDF (CDS) |
| 2e              | Louis Eyraud                                 |       | PS    | Jean Proriol        |       | UDF (PR)  |

## Loire-Atlantique

Députés élus de la Loire-Atlantique par circonscription

| Circonscription | Député sortant                  | Parti | Parti         | Député élu ou réélu             | Parti | Parti    |
| --------------- | ------------------------------- | ----- | ------------- | ------------------------------- | ----- | -------- |
| 1re             | Alexandre Bolo                  |       | RPR           | Alexandre Bolo                  |       | RPR      |
| 2e              | Christian Chauvel               |       | PS            | Alain Chénard                   |       | PS       |
| 3e              | Benoît Macquet                  |       | RPR           | François Autain                 |       | PS       |
| 4e              | Joseph-Henri Maujoüan du Gasset |       | RI            | Joseph-Henri Maujoüan du Gasset |       | UDF (PR) |
| 5e              | Xavier Hunault                  |       | Divers droite | Xavier Hunault                  |       | app. UDF |
| 6e              | Georges Carpentier              |       | PS            | Claude Évin                     |       | PS       |
| 7e              | Olivier Guichard                |       | RPR           | Olivier Guichard                |       | RPR      |
| 8e              | Lucien Richard                  |       | RPR           | Lucien Richard                  |       | RPR      |

## Loiret

Députés élus du Loiret par circonscription

| Circonscription | Député sortant  | Parti | Parti | Député élu ou réélu | Parti | Parti    |
| --------------- | --------------- | ----- | ----- | ------------------- | ----- | -------- |
| 1re             | Henri Duvillard |       | RPR   | Jacques Douffiagues |       | UDF (PR) |
| 2e              | Louis Sallé     |       | RPR   | Louis Sallé         |       | RPR      |
| 3e              | Gaston Girard   |       | RPR   | Gaston Girard       |       | RPR      |
| 4e              | Xavier Deniau   |       | RPR   | Xavier Deniau       |       | RPR      |

## Lot

Députés élus du Lot par circonscription

| Circonscription | Député sortant | Parti | Parti | Député élu ou réélu | Parti | Parti |
| --------------- | -------------- | ----- | ----- | ------------------- | ----- | ----- |
| 1re             | Maurice Faure  |       | MRG   | Maurice Faure       |       | MRG   |
| 2e              | Bernard Pons   |       | RPR   | Martin Malvy        |       | PS    |

## Lot-et-Garonne

Députés élus de Lot-et-Garonne par circonscription

| Circonscription | Député sortant          | Parti | Parti | Député élu ou réélu     | Parti | Parti |
| --------------- | ----------------------- | ----- | ----- | ----------------------- | ----- | ----- |
| 1re             | Christian Laurissergues |       | PS    | Christian Laurissergues |       | PS    |
| 2e              | Hubert Ruffe            |       | PCF   | Hubert Ruffe            |       | PCF   |
| 3e              | Édouard Schloesing      |       | Rad   | Marcel Garrouste        |       | PS    |

## Lozère

Députés élus de la Lozère par circonscription

| Circonscription | Député sortant | Parti | Parti | Député élu ou réélu | Parti | Parti    |
| --------------- | -------------- | ----- | ----- | ------------------- | ----- | -------- |
| 1re             | Pierre Couderc |       | RI    | Pierre Couderc      |       | UDF (PR) |
| 2e              | Jacques Blanc  |       | RI    | Jacques Blanc       |       | UDF (PR) |

## Maine-et-Loire

Députés élus de Maine-et-Loire par circonscription

| Circonscription | Député sortant                         | Parti | Parti         | Député élu ou réélu | Parti | Parti      |
| --------------- | -------------------------------------- | ----- | ------------- | ------------------- | ----- | ---------- |
| 1re             | Jean Narquin                           |       | RPR           | Jean Narquin        |       | RPR        |
| 2e              | Jean Foyer                             |       | RPR           | Jean Foyer          |       | RPR        |
| 3e              | Paul Boudon                            |       | Divers droite | Edmond Alphandéry   |       | UDF (CDS)  |
| 4e              | Jean Bégault                           |       | UDF (MDSF)    | Jean Bégault        |       | UDF (MDSF) |
| 5e              | Jean Huchon suppléant de Maurice Ligot |       | UDF (PR)      | Maurice Ligot       |       | CNIP       |
| 6e              | René la Combe                          |       | RPR           | René la Combe       |       | RPR        |

## Manche

Députés élus de la Manche par circonscription

| Circonscription | Député sortant     | Parti | Parti | Député élu ou réélu | Parti | Parti     |
| --------------- | ------------------ | ----- | ----- | ------------------- | ----- | --------- |
| 1re             | Jean-Marie Daillet |       | CDS   | Jean-Marie Daillet  |       | UDF (CDS) |
| 2e              | Émile Bizet        |       | RPR   | Émile Bizet         |       | RPR       |
| 3e              | Henri Baudouin     |       | RI    | Henri Baudouin      |       | UDF (PR)  |
| 4e              | Pierre Godefroy    |       | RPR   | Pierre Godefroy     |       | RPR       |
| 5e              | Louis Darinot      |       | PS    | Louis Darinot       |       | PS        |

## Marne

Députés élus de la Marne par circonscription

| Circonscription | Député sortant                             | Parti | Parti | Député élu ou réélu  | Parti | Parti     |
| --------------- | ------------------------------------------ | ----- | ----- | -------------------- | ----- | --------- |
| 1re             | Roger Crespin suppléant de Jean Taittinger |       | RPR   | Jean-Louis Schneiter |       | UDF (CDS) |
| 2e              | Jean Falala                                |       | RPR   | Jean Falala          |       | RPR       |
| 3e              | Jean Bernard                               |       | RPR   | Jean Degraeve        |       | RPR       |
| 4e              | Bernard Stasi                              |       | CDS   | Bernard Stasi        |       | UDF (CDS) |

## Haute-Marne

Députés élus de la Haute-Marne par circonscription

| Circonscription | Député sortant | Parti | Parti | Député élu ou réélu | Parti | Parti    |
| --------------- | -------------- | ----- | ----- | ------------------- | ----- | -------- |
| 1re             | Jean Favre     |       | RPR   | Charles Fèvre       |       | UDF (PR) |
| 2e              | Jacques Delong |       | RPR   | Jacques Delong      |       | RPR      |

## Mayenne

Députés élus de la Mayenne par circonscription

| Circonscription | Député sortant    | Parti | Parti | Député élu ou réélu      | Parti | Parti    |
| --------------- | ----------------- | ----- | ----- | ------------------------ | ----- | -------- |
| 1re             | Pierre Buron      |       | RPR   | François d'Aubert        |       | UDF (PR) |
| 2e              | Henri de Gastines |       | RPR   | Henri de Gastines        |       | RPR      |
| 3e              | Bertrand Denis    |       | RI    | René Boullier de Branche |       | UDF (PR) |

## Meurthe-et-Moselle

Députés élus de Meurthe-et-Moselle par circonscription

| Circonscription | Député sortant                                  | Parti | Parti         | Député élu ou réélu           | Parti | Parti     |
| --------------- | ----------------------------------------------- | ----- | ------------- | ----------------------------- | ----- | --------- |
| 1re             | Jean-Jacques Servan-Schreiber                   |       | PRV           | Jean-Jacques Servan-Schreiber |       | UDF (Rad) |
| 2e              | Jean-Claude Demonté suppléant de Claude Coulais |       | RI            | Claude Coulais                |       | UDF (PR)  |
| 3e              | Pierre Weber                                    |       | RI            | André Rossinot                |       | UDF (Rad) |
| 4e              | Jean Bichat                                     |       | RI            | René Haby                     |       | UDF (PR)  |
| 5e              | André Picquot                                   |       | RI            | Marcel Bigeard                |       | app. UDF  |
| 6e              | Gilbert Schwartz                                |       | PCF           | Colette Goeuriot              |       | PCF       |
| 7e              | Robert Drapier                                  |       | Divers droite | Antoine Porcu                 |       | PCF       |

## Meuse

Députés élus de la Meuse par circonscription

| Circonscription | Député sortant   | Parti | Parti | Député élu ou réélu | Parti | Parti    |
| --------------- | ---------------- | ----- | ----- | ------------------- | ----- | -------- |
| 1re             | Jean Bernard     |       | PS    | Gérard Longuet      |       | UDF (PR) |
| 2e              | André Beauguitte |       | RI    | Claude Biwer        |       | UDF (AD) |

## Morbihan

Députés élus du Morbihan par circonscription

| Circonscription                                 | Député sortant   | Parti | Parti | Député élu ou réélu   | Parti | Parti     |
| ----------------------------------------------- | ---------------- | ----- | ----- | --------------------- | ----- | --------- |
| 1re                                             | Jean Grimaud *   |       | RI    | Paul Chapel           |       | UDF (PR)  |
| 2e                                              | Yvonne Stéphan * |       | RI    | Christian Bonnet      |       | UDF (PR)  |
| 3e                                              | Jean Pascal      |       | RPR   | Jean-Charles Cavaillé |       | RPR       |
| 4e                                              | Loïc Bouvard     |       | CDS   | Loïc Bouvard          |       | UDF (CDS) |
| 5e                                              | Yves Allainmat   |       | PS    | Jean-Yves Le Drian    |       | PS        |
| 6e                                              | Yves Le Cabellec |       | CDS   | Yves Le Cabellec      |       | UDF (CDS) |
| * député sortant ne se représentant pas en 1978 |                  |       |       |                       |       |           |

## Moselle

Députés élus de la Moselle par circonscription

| Circonscription | Député sortant                                 | Parti | Parti | Député élu ou réélu | Parti | Parti     |
| --------------- | ---------------------------------------------- | ----- | ----- | ------------------- | ----- | --------- |
| 1re             | Jean Kiffer                                    |       | CNIP  | Jean Laurain        |       | PS        |
| 2e              | Pierre Kédinger                                |       | RPR   | Jean-Louis Masson   |       | RPR       |
| 3e              | César Depietri                                 |       | PCF   | César Depietri      |       | PCF       |
| 4e              | Henri Ferretti suppléant de Maurice Schnebelen |       | RI    | Henri Ferretti      |       | UDF (PR)  |
| 5e              | Julien Schvartz                                |       | RPR   | Julien Schvartz     |       | RPR       |
| 6e              | Anne-Marie Fritsch                             |       | PRV   | Jean-Éric Bousch    |       | RPR       |
| 7e              | Jean Seitlinger                                |       | CDS   | Jean Seitlinger     |       | UDF (CDS) |
| 8e              | Pierre Messmer                                 |       | RPR   | Pierre Messmer      |       | RPR       |

## Nièvre

Députés élus de la Nièvre par circonscription

| Circonscription | Député sortant              | Parti | Parti | Député élu ou réélu         | Parti | Parti |
| --------------- | --------------------------- | ----- | ----- | --------------------------- | ----- | ----- |
| 1re             | Daniel Benoist              |       | PS    | Daniel Benoist              |       | PS    |
| 2e              | Jacques Huyghues des Étages |       | PS    | Jacques Huyghues des Étages |       | PS    |
| 3e              | François Mitterrand         |       | PS    | François Mitterrand         |       | PS    |

## Nord

Députés élus du Nord par circonscription

| Circonscription | Député sortant                                 | Parti | Parti | Député élu ou réélu | Parti | Parti         |
| --------------- | ---------------------------------------------- | ----- | ----- | ------------------- | ----- | ------------- |
| 1re             | Robert Valbrun suppléant de Norbert Ségard     |       | RPR   | Norbert Ségard      |       | Divers droite |
| 2e              | Pierre Mauroy                                  |       | PS    | Pierre Mauroy       |       | PS            |
| 3e              | Claude Dhinnin suppléant de Pierre Billecocq   |       | RPR   | Claude Dhinnin      |       | RPR           |
| 4e              | Arthur Cornette                                |       | PS    | Bernard Derosier    |       | PS            |
| 5e              | Arthur Notebart                                |       | PS    | Arthur Notebart     |       | PS            |
| 6e              | André Laurent                                  |       | PS    | André Laurent       |       | PS            |
| 7e              | André Desmulliez                               |       | PS    | Pierre Prouvost     |       | PS            |
| 8e              | Léonce Clérambeaux                             |       | PS    | Alain Faugaret      |       | PS            |
| 9e              | Henri Blary                                    |       | RPR   | Serge Charles       |       | RPR           |
| 10e             | Gérard Haesebroeck                             |       | PS    | Gérard Haesebroeck  |       | PS            |
| 11e             | Albert Denvers                                 |       | PS    | Albert Denvers      |       | PS            |
| 12e             | Maurice Cornette                               |       | RPR   | Maurice Cornette    |       | RPR           |
| 13e             | Auguste Damette                                |       | RPR   | Maurice Sergheraert |       | Divers droite |
| 14e             | Émile Roger                                    |       | PCF   | Émile Roger         |       | PCF           |
| 15e             | Georges Hage                                   |       | PCF   | Georges Hage        |       | PCF           |
| 16e             | Claude Pringalle suppléant de Jacques Legendre |       | RPR   | Jacques Legendre    |       | RPR           |
| 17e             | Jean Durieux                                   |       | RI    | Claude Wargnies     |       | PCF           |
| 18e             | Georges Bustin                                 |       | PCF   | Georges Bustin      |       | PCF           |
| 19e             | Georges Donnez                                 |       | MDSF  | Alain Bocquet       |       | PCF           |
| 20e             | Gustave Ansart                                 |       | PCF   | Gustave Ansart      |       | PCF           |
| 21e             | Charles Naveau                                 |       | PS    | Marceau Gauthier    |       | PCF           |
| 22e             | Albert Maton                                   |       | PCF   | Albert Maton        |       | PCF           |
| 23e             | Jean Jarosz suppléant de Didier Eloy           |       | PCF   | Jean Jarosz         |       | PCF           |

## Oise

Députés élus de l'Oise par circonscription

| Circonscription | Député sortant                               | Parti | Parti | Député élu ou réélu  | Parti | Parti |
| --------------- | -------------------------------------------- | ----- | ----- | -------------------- | ----- | ----- |
| 1re             | Marcel Dassault                              |       | RPR   | Marcel Dassault      |       | RPR   |
| 2e              | Edmond Nessler                               |       | RPR   | Roland Florian       |       | PS    |
| 3e              | Robert Hersant                               |       | CDS   | Raymond Maillet      |       | PCF   |
| 4e              | Arthur Dehaine suppléant de René Quentier    |       | RPR   | Arthur Dehaine       |       | RPR   |
| 5e              | Michel Commelin suppléant de François Bénard |       | RPR   | Jean-François Mancel |       | RPR   |

## Orne

Députés élus de l'Orne par circonscription

| Circonscription | Député sortant | Parti | Parti | Député élu ou réélu | Parti | Parti     |
| --------------- | -------------- | ----- | ----- | ------------------- | ----- | --------- |
| 1re             | Daniel Goulet  |       | RPR   | Daniel Goulet       |       | RPR       |
| 2e              | Roland Boudet  |       | CDS   | Francis Geng        |       | UDF (CDS) |
| 3e              | Pierre Noal    |       | RPR   | Hubert Bassot       |       | UDF (PR)  |

## Pas-de-Calais

Députés élus du Pas-de-Calais par circonscription

| Circonscription | Député sortant                                   | Parti | Parti | Député élu ou réélu    | Parti | Parti |
| --------------- | ------------------------------------------------ | ----- | ----- | ---------------------- | ----- | ----- |
| 1re             | André Delehedde suppléant de Guy Mollet          |       | PS    | André Delehedde        |       | PS    |
| 2e              | Jean Chambon                                     |       | UDR   | Jean-Pierre Defontaine |       | MRG   |
| 3e              | Lucien Pignion                                   |       | PS    | Lucien Pignion         |       | PS    |
| 4e              | Marcel Béraud                                    |       | RPR   | Claude Wilquin         |       | PS    |
| 5e              | Jean Bardol                                      |       | PCF   | Jean Bardol            |       | PCF   |
| 6e              | Dominique Dupilet suppléant de Louis Le Sénéchal |       | PS    | Dominique Dupilet      |       | PS    |
| 7e              | Jean-Jacques Barthe                              |       | PCF   | Jean-Jacques Barthe    |       | PCF   |
| 8e              | Roland Huguet                                    |       | PS    | Roland Huguet          |       | PS    |
| 9e              | Édouard Carlier                                  |       | PCF   | Jacques Mellick        |       | PCF   |
| 10e             | Maurice Andrieux                                 |       | PCF   | Maurice Andrieux       |       | PCF   |
| 11e             | Henri Lucas                                      |       | PCF   | Henri Lucas            |       | PCF   |
| 12e             | Henri Darras                                     |       | PS    | Henri Darras           |       | PS    |
| 13e             | André Delelis                                    |       | PS    | André Delelis          |       | PS    |
| 14e             | Joseph Legrand                                   |       | PCF   | Joseph Legrand         |       | PCF   |

## Puy-de-Dôme

Députés élus du Puy-de-Dôme par circonscription

| Circonscription | Député sortant                                      | Parti | Parti | Député élu ou réélu | Parti | Parti    |
| --------------- | --------------------------------------------------- | ----- | ----- | ------------------- | ----- | -------- |
| 1re             | Arsène Boulay                                       |       | PS    | Maurice Pourchon    |       | PS       |
| 2e              | Jean Morellon suppléant de Valéry Giscard d'Estaing |       | RI    | Jean Morellon       |       | UDF (PR) |
| 3e              | Joseph Planeix                                      |       | PS    | Jacques Lavédrine   |       | PS       |
| 4e              | Fernand Sauzedde                                    |       | PS    | René Barnérias      |       | UDF (PR) |
| 5e              | Edmond Vacant                                       |       | PS    | Edmond Vacant       |       | PS       |

## Pyrénées-Atlantiques

Députés élus des Pyrénées-Atlantiques par circonscription

| Circonscription | Député sortant   | Parti | Parti | Député élu ou réélu | Parti | Parti |
| --------------- | ---------------- | ----- | ----- | ------------------- | ----- | ----- |
| 1re             | André Labarrère  |       | PS    | André Labarrère     |       | PS    |
| 2e              | Maurice Plantier |       | RPR   | Maurice Plantier    |       | RPR   |
| 3e              | Michel Inchauspé |       | RPR   | Michel Inchauspé    |       | RPR   |
| 4e              | Bernard Marie    |       | RPR   | Bernard Marie       |       | RPR   |

## Hautes-Pyrénées

Députés élus des Hautes-Pyrénées par circonscription

| Circonscription | Député sortant  | Parti | Parti | Député élu ou réélu | Parti | Parti |
| --------------- | --------------- | ----- | ----- | ------------------- | ----- | ----- |
| 1re             | André Guerlin   |       | PS    | Pierre Forgues      |       | PS    |
| 2e              | François Abadie |       | MRG   | François Abadie     |       | MRG   |

## Pyrénées-Orientales

Députés élus des Pyrénées-Orientales par circonscription

| Circonscription | Député sortant | Parti | Parti | Député élu ou réélu | Parti | Parti      |
| --------------- | -------------- | ----- | ----- | ------------------- | ----- | ---------- |
| 1re             | Paul Alduy     |       | PS    | Paul Alduy          |       | UDF (MDSF) |
| 2e              | André Tourné   |       | PCF   | André Tourné        |       | PCF        |

## Bas-Rhin

Députés élus du Bas-Rhin par circonscription

| Circonscription | Député sortant                        | Parti | Parti         | Député élu ou réélu   | Parti | Parti     |
| --------------- | ------------------------------------- | ----- | ------------- | --------------------- | ----- | --------- |
| 1re             | René Radius                           |       | RPR           | Émile Koehl           |       | UDF (CDS) |
| 2e              | Ernest Rickert suppléant d'André Bord |       | RPR           | André Bord            |       | RPR       |
| 3e              | Jean-Claude Burckel                   |       | RPR           | André Durr            |       | RPR       |
| 4e              | Albert Ehm                            |       | RPR           | Georges Klein         |       | UDF (CDS) |
| 5e              | Jean-Marie Caro                       |       | CDS           | Jean-Marie Caro       |       | UDF (CDS) |
| 6e              | Adrien Zeller                         |       | Divers droite | Adrien Zeller         |       | app. UDF  |
| 7e              | François Grussenmeyer                 |       | RPR           | François Grussenmeyer |       | RPR       |
| 8e              | Germain Sprauer                       |       | RPR           | Germain Sprauer       |       | RPR       |

## Haut-Rhin

Députés élus du Haut-Rhin par circonscription

| Circonscription | Député sortant    | Parti | Parti | Député élu ou réélu | Parti | Parti      |
| --------------- | ----------------- | ----- | ----- | ------------------- | ----- | ---------- |
| 1re             | Justin Hausherr   |       | CDS   | Justin Hausherr     |       | UDF (CDS)  |
| 2e              | Georges Bourgeois |       | RPR   | Charles Haby        |       | RPR        |
| 3e              | Pierre Weisenhorn |       | RPR   | Pierre Weisenhorn   |       | RPR        |
| 4e              | Émile Muller      |       | MDSF  | Émile Muller        |       | UDF (MDSF) |
| 5e              | Antoine Gissinger |       | RPR   | Antoine Gissinger   |       | RPR        |

## Rhône

Députés élus du Rhône par circonscription

| Circonscription | Député sortant                       | Parti | Parti         | Député élu ou réélu   | Parti | Parti     |
| --------------- | ------------------------------------ | ----- | ------------- | --------------------- | ----- | --------- |
| 1re             | René Caille                          |       | RPR           | René Caille           |       | RPR       |
| 2e              | Henri Guillermin                     |       | RPR           | Roger Fenech          |       | UDF (CDS) |
| 3e              | Jacques Soustelle                    |       | Divers droite | Michel Noir           |       | RPR       |
| 4e              | Jean Baridon suppléant de Louis Joxe |       | RPR           | Raymond Barre         |       | app. UDF  |
| 5e              | Pierre-Bernard Cousté                |       | RPR           | Pierre-Bernard Cousté |       | RPR       |
| 6e              | Étienne Gagnaire                     |       | MDSF          | Charles Hernu         |       | PS        |
| 7e              | Frédéric Dugoujon                    |       | CDS           | Frédéric Dugoujon     |       | UDF (CDS) |
| 8e              | Emmanuel Hamel                       |       | RI            | Emmanuel Hamel        |       | UDF (PR)  |
| 9e              | Alain Mayoud                         |       | RI            | Alain Mayoud          |       | UDF (PR)  |
| 10e             | André Poutissou                      |       | PS            | Francisque Perrut     |       | UDF (PR)  |
| 11e             | Marcel Houël                         |       | PCF           | Marcel Houël          |       | PCF       |
| 12e             | Xavier Hamelin                       |       | RPR           | Xavier Hamelin        |       | RPR       |
| 13e             | Jean Poperen                         |       | PS            | Jean Poperen          |       | PS        |

## Haute-Saône

Députés élus de la Haute-Saône par circonscription

| Circonscription | Député sortant       | Parti | Parti | Député élu ou réélu  | Parti | Parti     |
| --------------- | -------------------- | ----- | ----- | -------------------- | ----- | --------- |
| 1re             | Pierre Vitter        |       | RI    | Pierre Chantelat     |       | UDF (PR)  |
| 2e              | Jean-Jacques Beucler |       | CDS   | Jean-Jacques Beucler |       | UDF (CDS) |

## Saône-et-Loire

Députés élus de Saône-et-Loire par circonscription

| Circonscription | Député sortant                             | Parti | Parti | Député élu ou réélu | Parti | Parti |
| --------------- | ------------------------------------------ | ----- | ----- | ------------------- | ----- | ----- |
| 1re             | Romain Buffet suppléant de Philippe Malaud |       | RI    | Philippe Malaud     |       | CNIP  |
| 2e              | Paul Duraffour                             |       | MRG   | Paul Duraffour      |       | MRG   |
| 3e              | Henri Lacagne                              |       | RPR   | André Billardon     |       | PS    |
| 4e              | Jean Braillon suppléant d'André Jarrot     |       | RI    | André Jarrot        |       | RPR   |
| 5e              | Pierre Joxe                                |       | PS    | Pierre Joxe         |       | PS    |

## Sarthe

Députés élus de la Sarthe par circonscription

| Circonscription | Député sortant    | Parti  | Parti  | Député élu ou réélu | Parti | Parti    |
| --------------- | ----------------- | ------ | ------ | ------------------- | ----- | -------- |
| 1re             | Gérard Chasseguet |        | RPR    | Gérard Chasseguet   |       | RPR      |
| 2e              | Vacant            | Vacant | Vacant | Daniel Boulay       |       | PCF      |
| 3e              | Raymond Dronne    |        | CDS    | Bertrand de Maigret |       | UDF (PR) |
| 4e              | Joël Le Theule    |        | RPR    | Joël Le Theule      |       | RPR      |
| 5e              | Vacant            | Vacant | Vacant | Pierre Gascher      |       | RPR      |

## Savoie

Députés élus de la Savoie par circonscription

| Circonscription | Député sortant  | Parti | Parti | Député élu ou réélu | Parti | Parti |
| --------------- | --------------- | ----- | ----- | ------------------- | ----- | ----- |
| 1re             | Louis Besson    |       | PS    | Louis Besson        |       | PS    |
| 2e              | Maurice Blanc   |       | PS    | Michel Barnier      |       | RPR   |
| 3e              | Jean-Pierre Cot |       | PS    | Jean-Pierre Cot     |       | PS    |

## Haute-Savoie

Députés élus de la Haute-Savoie par circonscription

| Circonscription | Député sortant | Parti | Parti | Député élu ou réélu | Parti | Parti     |
| --------------- | -------------- | ----- | ----- | ------------------- | ----- | --------- |
| 1re             | Jean Brocard   |       | RI    | Jean Brocard        |       | UDF (PR)  |
| 2e              | Georges Pianta |       | RI    | Georges Pianta      |       | UDF (PR)  |
| 3e              | Maurice Herzog |       | RPR   | Claude Birraux      |       | UDF (CDS) |

## Paris

Députés élus de Paris par circonscription

| Circonscription | Député sortant                           | Parti  | Parti    | Député élu ou réélu       | Parti | Parti     |
| --------------- | ---------------------------------------- | ------ | -------- | ------------------------- | ----- | --------- |
| 1re             | Pierre-Charles Krieg                     |        | RPR      | Pierre-Charles Krieg      |       | RPR       |
| 2e              | Vacant                                   | Vacant | Vacant   | Jacques Dominati          |       | UDF (PR)  |
| 3e              | Jean Tiberi                              |        | RPR      | Jean Tiberi               |       | RPR       |
| 4e              | Pierre Bas                               |        | RPR      | Pierre Bas                |       | RPR       |
| 5e              | Édouard Frédéric-Dupont                  |        | RI       | Édouard Frédéric-Dupont   |       | app. UDF  |
| 6e              | Maurice Couve de Murville                |        | RPR      | Maurice Couve de Murville |       | RPR       |
| 7e              | Gabriel Kaspereit                        |        | RPR      | Gabriel Kaspereit         |       | RPR       |
| 8e              | Claude-Gérard Marcus                     |        | RPR      | Claude-Gérard Marcus      |       | RPR       |
| 9e              | André Fanton*                            |        | RPR      | Alain Devaquet            |       | RPR       |
| 10e             | Jacques Chambaz                          |        | PCF      | Claude Martin             |       | RPR       |
| 11e             | Charles Magaud* suppléant de Roger Frey* |        | RPR      | Paul Pernin               |       | UDF (CDS) |
| 12e             | Pierre de Bénouville                     |        | app. RPR | Pierre de Bénouville      |       | app. RPR  |
| 13e             | Gisèle Moreau                            |        | PCF      | Gisèle Moreau             |       | PCF       |
| 14e             | Jean Turco* suppléant de Hubert Germain  |        | RPR      | Paul Quilès               |       | PS        |
| 15e             | Eugène Claudius-Petit                    |        | CDS      | Yves Lancien              |       | RPR       |
| 16e             | Vacant                                   | Vacant | Vacant   | Christian de La Malène    |       | RPR       |
| 17e             | Jacques Marette                          |        | RPR      | Jacques Marette           |       | RPR       |
| 18e             | Nicole de Hauteclocque                   |        | RPR      | Nicole de Hauteclocque    |       | RPR       |
| 19e             | Claude Roux                              |        | RPR      | Claude Roux               |       | RPR       |
| 20e             | Georges Mesmin                           |        | CDS      | Georges Mesmin            |       | UDF (CDS) |
| 21e             | Gilbert Gantier                          |        | RI       | Gilbert Gantier           |       | UDF (PR)  |
| 22e             | Bernard Lafay                            |        | RPR      | Maurice Druon             |       | RPR       |
| 23e             | Jean de Préaumont                        |        | RPR      | Jean de Préaumont         |       | RPR       |
| 24e             | Vacant                                   | Vacant | Vacant   | Hélène Missoffe           |       | RPR       |
| 25e             | Roger Chinaud                            |        | RI       | Roger Chinaud             |       | UDF (PR)  |
| 26e             | Joël Le Tac                              |        | RPR      | Joël Le Tac               |       | RPR       |
| 27e             | Louis Baillot                            |        | PCF      | Jean-Pierre Pierre-Bloch  |       | UDF (Rad) |
| 28e             | Henri Fiszbin                            |        | PCF      | Jacques Féron             |       | CNIP      |
| 29e             | Paul Laurent                             |        | PCF      | Paul Laurent              |       | PCF       |
| 30e             | Daniel Dalbera                           |        | PCF      | Didier Bariani            |       | UDF (Rad) |
| 31e             | Lucien Villa                             |        | PCF      | Lucien Villa              |       | PCF       |

## Seine-Maritime

Députés élus de la Seine-Maritime par circonscription

| Circonscription | Député sortant                            | Parti  | Parti  | Député élu ou réélu | Parti | Parti     |
| --------------- | ----------------------------------------- | ------ | ------ | ------------------- | ----- | --------- |
| 1re             | Pierre Damamme suppléant de Jean Lecanuet |        | PRV    | Henri Colombier     |       | UDF (CDS) |
| 2e              | Tony Larue                                |        | PS     | Laurent Fabius      |       | PS        |
| 3e              | Roland Leroy                              |        | PCF    | Roland Leroy        |       | PCF       |
| 4e              | André Martin                              |        | MDSF   | Colette Privat      |       | PCF       |
| 5e              | Vacant                                    | Vacant | Vacant | Charles Revet       |       | UDF (PR)  |
| 6e              | Antoine Rufenacht                         |        | RPR    | Antoine Rufenacht   |       | RPR       |
| 7e              | André Duroméa                             |        | PCF    | André Duroméa       |       | PCF       |
| 8e              | Roger Fossé                               |        | RPR    | Roger Fossé         |       | RPR       |
| 9e              | Raymond Offroy                            |        | RPR    | Irénée Bourgois     |       | PCF       |
| 10e             | Georges Delatre                           |        | RPR    | Georges Delatre     |       | RPR       |

## Seine-et-Marne

Députés élus de Seine-et-Marne par circonscription

| Circonscription | Député sortant                             | Parti | Parti | Député élu ou réélu | Parti | Parti    |
| --------------- | ------------------------------------------ | ----- | ----- | ------------------- | ----- | -------- |
| 1re             | Alain Vivien                               |       | PS    | Alain Vivien        |       | PS       |
| 2e              | Gérard Bordu                               |       | PCF   | Gérard Bordu        |       | PCF      |
| 3e              | Bertrand Flornoy                           |       | RPR   | Bertrand Flornoy    |       | UDF (PR) |
| 4e              | Étienne Pinte suppléant d'Alain Peyrefitte |       | RPR   | Alain Peyrefitte    |       | RPR      |
| 5e              | Didier Julia                               |       | RPR   | Didier Julia        |       | RPR      |

## Yvelines

Députés élus des Yvelines par circonscription

| Circonscription                                 | Député sortant             | Parti | Parti | Député élu ou réélu | Parti | Parti    |
| ----------------------------------------------- | -------------------------- | ----- | ----- | ------------------- | ----- | -------- |
| 1re                                             | Pierre Bourson             |       | RI    | Pierre Bourson      |       | UDF (PR) |
| 2e                                              | Pierre Régis*              |       | RPR   | Michel Péricard     |       | RPR      |
| 3e                                              | Gérard Godon               |       | RPR   | Michel Rocard       |       | PS       |
| 4e                                              | Marc Lauriol               |       | RPR   | Marc Lauriol        |       | RPR      |
| 5e                                              | Bernard Destremau          |       | RI    | Étienne Pinte       |       | RPR      |
| 6e                                              | Robert Wagner              |       | RPR   | Robert Wagner       |       | RPR      |
| 7e                                              | Pierre Ribes               |       | RPR   | Pierre Ribes        |       | RPR      |
| 8e                                              | Jacqueline Thome-Patenôtre |       | MRG   | Nicolas About       |       | UDF (PR) |
| * député sortant ne se représentant pas en 1978 |                            |       |       |                     |       |          |

## Deux-Sèvres

Députés élus des Deux-Sèvres par circonscription

| Circonscription | Député sortant   | Parti | Parti | Député élu ou réélu | Parti | Parti     |
| --------------- | ---------------- | ----- | ----- | ------------------- | ----- | --------- |
| 1re             | René Gaillard    |       | PS    | René Gaillard       |       | PS        |
| 2e              | Jacques Fouchier |       | CDS   | Jacques Fouchier    |       | app. UDF  |
| 3e              | Albert Brochard  |       | CDS   | Albert Brochard     |       | UDF (CDS) |

## Somme

Députés élus de la Somme par circonscription

| Circonscription                                 | Député sortant       | Parti        | Parti         | Député élu ou réélu  | Parti | Parti         |
| ----------------------------------------------- | -------------------- | ------------ | ------------- | -------------------- | ----- | ------------- |
| 1re                                             | René Lamps*          |              | PCF           | Maxime Gremetz       |       | PCF           |
| 2e                                              | Jean-Louis Massoubre |              | RPR           | Jean-Louis Massoubre |       | RPR           |
| 3e                                              | Charles Bignon       |              | RPR           | Michel Couillet      |       | PCF           |
| 4e                                              | Siège vacant         | Siège vacant | Siège vacant  | Chantal Leblanc      |       | PCF           |
| 5e                                              | André Audinot        |              | Divers droite | André Audinot        |       | Divers droite |
| * député sortant ne se représentant pas en 1978 |                      |              |               |                      |       |               |

## Tarn

Députés élus du Tarn par circonscription

| Circonscription | Député sortant  | Parti  | Parti  | Député élu ou réélu | Parti | Parti |
| --------------- | --------------- | ------ | ------ | ------------------- | ----- | ----- |
| 1re             | André Billoux   |        | PS     | André Billoux       |       | PS    |
| 2e              | Jacques Limouzy |        | RPR    | Jacques Limouzy     |       | RPR   |
| 3e              | Vacant          | Vacant | Vacant | Charles Pistre      |       | PS    |

## Tarn-et-Garonne

Députés élus de Tarn-et-Garonne par circonscription

| Circonscription | Député sortant | Parti | Parti | Député élu ou réélu | Parti | Parti |
| --------------- | -------------- | ----- | ----- | ------------------- | ----- | ----- |
| 1re             | Jean Bonhomme  |       | RPR   | Jean Bonhomme       |       | RPR   |
| 2e              | Antonin Ver    |       | MRG   | Jean-Michel Baylet  |       | MRG   |

## Var

Députés élus du Var par circonscription

| Circonscription | Député sortant                                    | Parti  | Parti  | Député élu ou réélu | Parti | Parti    |
| --------------- | ------------------------------------------------- | ------ | ------ | ------------------- | ----- | -------- |
| 1re             | Vacant                                            | Vacant | Vacant | Alain Hautecœur     |       | PS       |
| 2e              | Mario Bénard                                      |        | RPR    | François Léotard    |       | UDF (PR) |
| 3e              | Bernard Lafont suppléant de Aymeric Simon-Lorière |        | RPR    | Maurice Arreckx     |       | UDF (PR) |
| 4e              | Philippe Giovannini                               |        | PCF    | Arthur Paecht       |       | UDF (PR) |

## Vaucluse

Députés élus de Vaucluse par circonscription

| Circonscription | Député sortant    | Parti  | Parti  | Député élu ou réélu | Parti | Parti    |
| --------------- | ----------------- | ------ | ------ | ------------------- | ----- | -------- |
| 1re             | Vacant            | Vacant | Vacant | Dominique Taddei    |       | PS       |
| 2e              | Francis Leenhardt |        | PS     | Maurice Charretier  |       | UDF (PR) |
| 3e              | Jacques Bérard    |        | RPR    | Fernand Marin       |       | PCF      |

## Vendée

Députés élus du Vendée par circonscription

| Circonscription | Député sortant  | Parti | Parti                     | Député élu ou réélu | Parti | Parti     |
| --------------- | --------------- | ----- | ------------------------- | ------------------- | ----- | --------- |
| 1re             | Paul Caillaud   |       | UDF (PR)                  | Paul Caillaud       |       | UDF (PR)  |
| 2e              | André Forens    |       | Divers droite (Gaulliste) | André Forens        |       | UDF (CDS) |
| 3e              | Pierre Mauger   |       | RPR                       | Pierre Mauger       |       | RPR       |
| 4e              | Vincent Ansquer |       | RPR                       | Vincent Ansquer     |       | RPR       |

## Vienne

Députés élus de la Vienne par circonscription

| Circonscription | Député sortant                                     | Parti | Parti | Député élu ou réélu | Parti | Parti     |
| --------------- | -------------------------------------------------- | ----- | ----- | ------------------- | ----- | --------- |
| 1re             | René Métayer suppléant de Pierre Vertadier         |       | RPR   | Jacques Santrot     |       | PS        |
| 2e              | Jean-Jacques Fouqueteau suppléant de Pierre Abelin |       | CDS   | Jean-Pierre Abelin  |       | UDF (CDS) |
| 3e              | Arnaud Lepercq suppléant de Claude Peyret          |       | RPR   | Arnaud Lepercq      |       | RPR       |

## Haute-Vienne

Députés élus de la Haute-Vienne par circonscription

| Circonscription | Député sortant  | Parti  | Parti  | Député élu ou réélu | Parti | Parti |
| --------------- | --------------- | ------ | ------ | ------------------- | ----- | ----- |
| 1re             | Hélène Constans |        | PCF    | Hélène Constans     |       | PCF   |
| 2e              | Marcel Rigout   |        | PCF    | Marcel Rigout       |       | PCF   |
| 3e              | Vacant          | Vacant | Vacant | Jacques Jouve       |       | PCF   |

## Vosges

Députés élus des Vosges par circonscription

| Circonscription | Député sortant                               | Parti | Parti | Député élu ou réélu | Parti | Parti    |
| --------------- | -------------------------------------------- | ----- | ----- | ------------------- | ----- | -------- |
| 1re             | Marcel Hoffer                                |       | RPR   | Philippe Séguin     |       | RPR      |
| 2e              | Maurice Lemaire                              |       | RPR   | Christian Pierret   |       | PS       |
| 3e              | Gérard Braun suppléant de Christian Poncelet |       | RPR   | Gérard Braun        |       | RPR      |
| 4e              | Albert Voilquin                              |       | RI    | Hubert Voilquin     |       | UDF (PR) |

## Yonne

Députés élus de l'Yonne par circonscription

| Circonscription | Député sortant                               | Parti  | Parti  | Député élu ou réélu | Parti | Parti |
| --------------- | -------------------------------------------- | ------ | ------ | ------------------- | ----- | ----- |
| 1re             | Marc Masson suppléant de Jean-Pierre Soisson |        | RI     | Jean-Pierre Soisson |       | RI    |
| 2e              | Vacant                                       | Vacant | Vacant | Michel Delprat      |       | CNIP  |
| 3e              | Jacques Piot                                 |        | RPR    | Jacques Piot        |       | RPR   |

## Territoire de Belfort

Députés élus du Territoire de Belfort par circonscription

| Circonscription | Député sortant          | Parti | Parti | Député élu ou réélu     | Parti | Parti |
| --------------- | ----------------------- | ----- | ----- | ----------------------- | ----- | ----- |
| 1re             | Jean-Pierre Chevènement |       | PS    | Jean-Pierre Chevènement |       | PS    |
| 2e              | Raymond Forni           |       | PS    | Raymond Forni           |       | PS    |

## Essonne

Députés élus de l'Essonne par circonscription

| Circonscription | Député sortant   | Parti | Parti | Député élu ou réélu | Parti | Parti |
| --------------- | ---------------- | ----- | ----- | ------------------- | ----- | ----- |
| 1re             | Roger Combrisson |       | PCF   | Roger Combrisson    |       | PCF   |
| 2e              | Michel Boscher   |       | RPR   | Bernard Pons        |       | RPR   |
| 3e              | Pierre Juquin    |       | PCF   | Pierre Juquin       |       | PCF   |
| 4e              | Robert Vizet     |       | PCF   | Robert Vizet        |       | PCF   |

## Hauts-de-Seine

Députés élus des Hauts-de-Seine par circonscription

Modèle:Députés élus Législatives 1978, Hauts de Seine

## Seine-Saint-Denis

Députés élus de la Seine-Saint-Denis par circonscription

| Circonscription | Député sortant      | Parti | Parti | Député élu ou réélu    | Parti | Parti |
| --------------- | ------------------- | ----- | ----- | ---------------------- | ----- | ----- |
| 1re             | Étienne Fajon       |       | PCF   | Paulette Fost          |       | PCF   |
| 2e              | Marcelin Berthelot  |       | PCF   | Pierre Zarka           |       | PCF   |
| 3e              | Jack Ralite         |       | PCF   | Jack Ralite            |       | PCF   |
| 4e              | Maurice Nilès       |       | PCF   | Maurice Nilès          |       | PCF   |
| 5e              | Roger Gouhier       |       | PCF   | Roger Gouhier          |       | PCF   |
| 6e              | Jacqueline Chonavel |       | PCF   | Jacqueline Chonavel    |       | PCF   |
| 7e              | Louis Odru          |       | PCF   | Louis Odru             |       | PCF   |
| 8e              | Robert Ballanger    |       | PCF   | Robert Ballanger       |       | PCF   |
| 9e              | Raymond Valenet     |       | RPR   | Marie-Thérèse Goutmann |       | PCF   |

## Val-de-Marne

Députés élus du Val-de-Marne par circonscription

| Circonscription | Député sortant      | Parti | Parti | Député élu ou réélu | Parti | Parti         |
| --------------- | ------------------- | ----- | ----- | ------------------- | ----- | ------------- |
| 1re             | Georges Marchais    |       | PCF   | Georges Marchais    |       | PCF           |
| 2e              | Fernand Dupuy       |       | PCF   | Charles Fiterman    |       | PCF           |
| 3e              | Georges Gosnat      |       | PCF   | Georges Gosnat      |       | PCF           |
| 4e              | Joseph Franceschi   |       | PS    | Joseph Franceschi   |       | PS            |
| 5e              | Pierre Billotte     |       | RPR   | Jean-Louis Beaumont |       | Divers droite |
| 6e              | Roland Nungesser    |       | RPR   | Roland Nungesser    |       | RPR           |
| 7e              | Robert-André Vivien |       | RPR   | Robert-André Vivien |       | RPR           |
| 8e              | Maxime Kalinsky     |       | PCF   | Maxime Kalinsky     |       | PCF           |

## Val-d'Oise

Députés élus du Val-d'Oise par circonscription

| Circonscription | Député sortant                                    | Parti | Parti  | Député élu ou réélu   | Parti | Parti     |
| --------------- | ------------------------------------------------- | ----- | ------ | --------------------- | ----- | --------- |
| 1re             | Yves de Kervéguen suppléant de Michel Poniatowski |       | RI     | Alain Richard         |       | PS        |
| 2e              | Claude Weber                                      |       | PCF    | Jean-Pierre Delalande |       | RPR       |
| 3e              | Léon Feix                                         |       | PCF    | Robert Montdargent    |       | PCF       |
| 4e              | René Ribière                                      |       | Divers | André Petit           |       | UDF (CDS) |
| 5e              | Henry Canacos                                     |       | PCF    | Henry Canacos         |       | PCF       |

## Guadeloupe

Députés élus de la Guadeloupe par circonscription

| Circonscription | Député sortant   | Parti | Parti   | Député élu ou réélu | Parti | Parti |
| --------------- | ---------------- | ----- | ------- | ------------------- | ----- | ----- |
| 1re             | Hégésippe Ibéné  |       | PCG     | José Moustache      |       | RPR   |
| 2e              | Frédéric Jalton  |       | app. PS | Mariani Maximin     |       | RPR   |
| 3e              | Raymond Guilliod |       | RPR     | Raymond Guilliod    |       | RPR   |

## Guyane

Député élu de la Guyane

| Circonscription        | Député sortant  | Parti | Parti | Député élu ou réélu | Parti | Parti |
| ---------------------- | --------------- | ----- | ----- | ------------------- | ----- | ----- |
| Circonscription unique | Hector Rivierez |       | RPR   | Hector Rivierez     |       | RPR   |

## Martinique

Députés élus de la Martinique par circonscription

| Circonscription | Député sortant | Parti | Parti | Député élu ou réélu | Parti | Parti    |
| --------------- | -------------- | ----- | ----- | ------------------- | ----- | -------- |
| 1re             | Camille Petit  |       | RPR   | Camille Petit       |       | RPR      |
| 2e              | Aimé Césaire   |       | PPM   | Aimé Césaire        |       | PPM      |
| 3e              | Victor Sablé   |       | RI    | Victor Sablé        |       | UDF (PR) |

## La Réunion

Députés élus de la Réunion par circonscription

| Circonscription | Député sortant | Parti | Parti         | Député élu ou réélu | Parti | Parti         |
| --------------- | -------------- | ----- | ------------- | ------------------- | ----- | ------------- |
| 1re             | Michel Debré   |       | RPR           | Michel Debré        |       | RPR           |
| 2e              | Jean Fontaine  |       | Divers droite | Jean Fontaine       |       | Divers droite |
| 3e              | Marcel Cerneau |       | CDS           | Pierre Lagourgue    |       | UDF (PR)      |

## Mayotte

Député élu de Mayotte

| Circonscription        | Député sortant   | Parti | Parti | Député élu ou réélu | Parti | Parti     |
| ---------------------- | ---------------- | ----- | ----- | ------------------- | ----- | --------- |
| Circonscription unique | Younoussa Bamana |       | MPM   | Younoussa Bamana    |       | UDF (CDS) |

## Nouvelle-Calédonie

Députés élus de Nouvelle-Calédonie par circonscription

| Circonscription | Député sortant     | Parti              | Parti              | Député élu ou réélu | Parti | Parti |
| --------------- | ------------------ | ------------------ | ------------------ | ------------------- | ----- | ----- |
| 1re             | Nouvellement créée | Nouvellement créée | Nouvellement créée | Rock Pidjot         |       | UC    |
| 2e              | Nouvellement créée | Nouvellement créée | Nouvellement créée | Jacques Lafleur     |       | RPCR  |

## Polynésie française

Députés élus de la Polynésie française par circonscription

| Circonscription | Député sortant | Parti | Parti    | Député élu ou réélu | Parti | Parti    |
| --------------- | -------------- | ----- | -------- | ------------------- | --- | -------- |
| 1re             | Jean Juventin  |       | app. UDF | Jean Juventin       | | app. UDF |
| 2e              | Gaston Flosse  |       | RPR      | Gaston Flosse       | Node-count limit exceeded{{Node-count limit exceeded}} {{Node-count limit exceeded\|nom\|\|{{Node-count limit exceeded}}}}{{Node-count limit exceeded\|gauche\|style="text-align:left"{{Node-count limit exceeded}}\|{{Node-count limit exceeded\|gauche\|style="text-align:left"{{Node-count limit exceeded}}}}}}{{Node-count limit exceeded\|long\|{{Node-count limit exceeded\|parti=}}\|{{Node-count limit exceeded\|long\|{{Node-count limit exceeded\|parti=}}\|{{Node-count limit exceeded\|parti=}}}}}}{{Node-count limit exceeded\| puis {{Node-count limit exceeded\|parti=}}}} |          |

## Saint-Pierre-et-Miquelon

Député élu de Saint-Pierre-et-Miquelon

Node-count limit exceeded
Node-count limit exceeded

## Wallis-et-Futuna

Député élu de Wallis-et-Futuna

Node-count limit exceeded
Node-count limit exceeded